# 和山岩水库
和山岩水库是中国广东省梅州市兴宁市境内的一座水库，位于宁江和山河上，建于1958年。水库正常库容为646万立方米，平均水深为4.64米，集雨面积为33平方千米，海拔为156.94米。